# Sichuan Airlines
Sichuan Airlines is een Chinese luchtvaartmaatschappij met haar thuisbasis in Chengdu.

## Geschiedenis
Sichuan Airlines is opgericht in 1986 als Sichuan Provincial Airlines met behulp van CAAC.
In 1990 werd de huidige naam ingevoerd. China Eastern nam in 2002 een aandeel van 30% in Sichuan Airlines. Na een reorganisarie in 2005 nam Sinotrans Air Transporation een aandeel van 49%. Later namen ook China Southern, Shanghai Airlines en Shandoing Airlines deel aan de maatschappij.

## Bestemmingen
Sichuan Airlines voert lijnvluchten uit naar:(juli 2007)
Binnenland:
- Changsha, Chengdu, Dalian, Dayong, Guilin, Guangzhou, Guiyang, Haikou, Hangzhou, Harbin, Hohhot, Jinan, Jonghong, Kunming, Lanzhou, Lhasa, Lijiang, Nanchang, Nanjing, Nanning, Nantong, Ningbo, Peking, Pu Zhi Hua, Qingdao, Sanya, Shenyang, Shenzhen, Shijiazhuang, Shanghai, Song Pan, Taiyuan, Tianjin, Tongren, Chongqing, Ürümqi, Wanxian, Wenzhou, Wuhan, Wuxi, Xiamen, Xi'an, Xichang, Xinin, Xuzhou, Yichang, Yinchuan.

- Hongkong

## Vloot

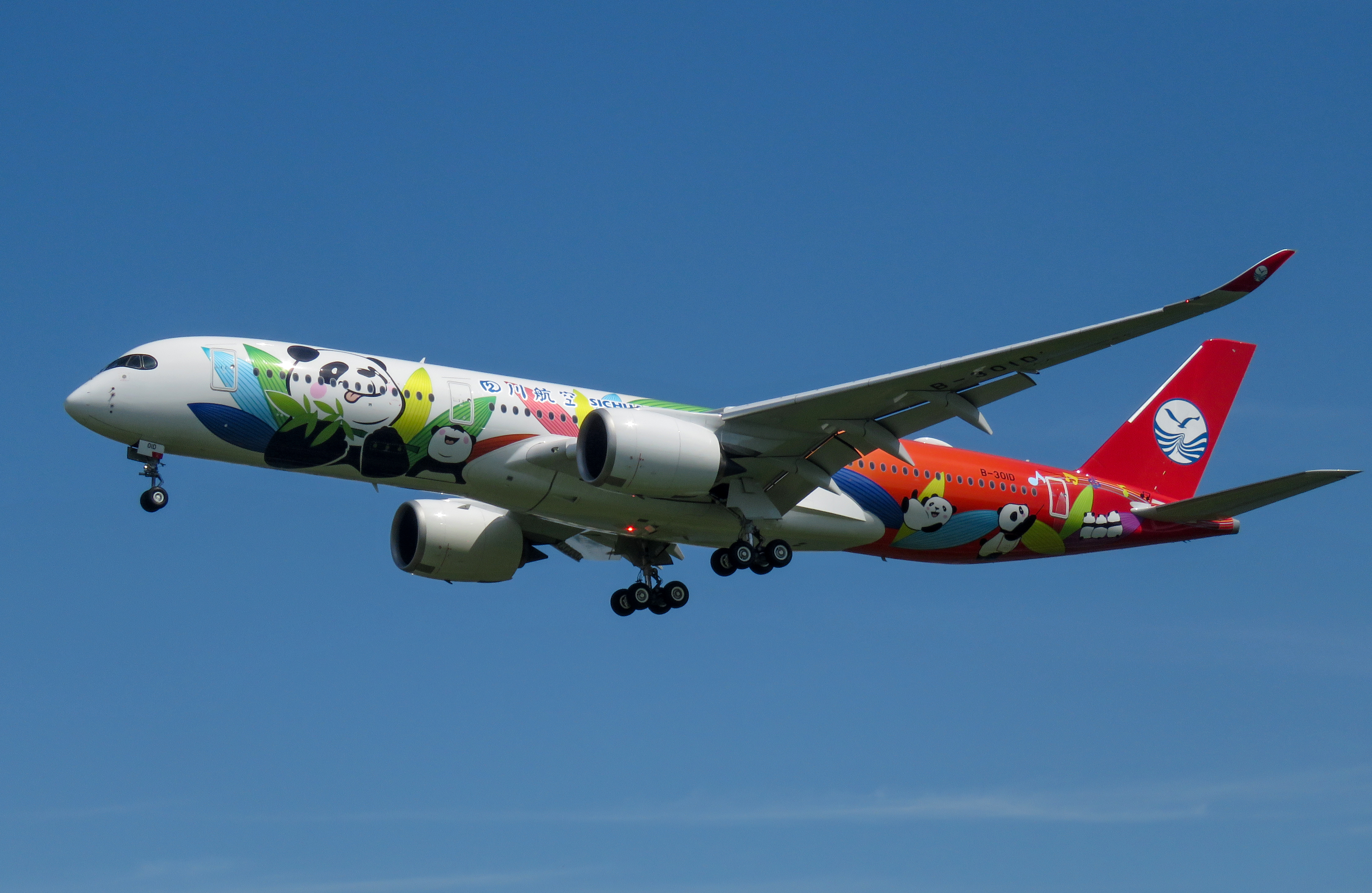
Een Airbus A350-900 van Sichuan Airlines op Internationale luchthaven van Peking Capital

De vloot van Sichuan Airlines bestaat uit:(juli 2016)
- 23 Airbus A319-100
- 48 Airbus A320-200
- 30 Airbus A321-100
- 8 Airbus A330-200